# Hans-Hermann Bock
Hans-Hermann Bock (* 8. September 1940) ist ein deutscher Statistiker. Er ist emeritierter Professor für angewandte Statistik sowie ehemaliger Lehrstuhlinhaber am Institut für Statistik und Wirtschaftsmathematik der RWTH Aachen.

## Leben
Bock studierte in Karlsruhe, Paris und Freiburg und promovierte 1968 während seiner Assistententätigkeit bei Dietrich Morgenstern in Freiburg mit einer Arbeit zur Clusteranalyse. Koreferent war der Biometriker Edward Walter. Im Jahre 1978 wurde er auf eine Professur für angewandte Statistik am Institut für Statistik und Wirtschaftsmathematik der RWTH Aachen berufen, wo er bis zu seinem Ruhestand 2005 lehrte. Bock ist Ehrendoktor der Universität Krakau, Ehrenmitglied der Belarussischen Statistischen Vereinigung, Ehrenpräsident der GfKl und erster Träger der Forschungsmedaille der IFCS.

### Ausbildung
Seine wissenschaftliche Laufbahn begann Bock mit einem Grundstudium in Mathematik, Physik und Chemie an der Universität Karlsruhe, welches er 1961 mit einem Vordiplom in Mathematik beendete. Anschließend absolvierte er ein Studium der Mathematik, Statistik und Ökonometrie am Institut de statistique de l’université de Paris (ISUP), welches er bereits ein Jahr später mit einem Examen in Ökonometrie abschloss.
Ab 1962 studierte Bock Mathematik an der Universität Freiburg. Dieses Studium schloss er drei Jahre später mit einem Diplom ab. Der Titel seiner Thesis lautete Über die Anwendung Lyapunovscher Methoden auf stochastische Kontrollprozesse.

### Akademische Laufbahn
Nach Erhalt seines Diploms im Jahr 1965, nahm Hans-Hermann Bock eine Stelle als Assistent von  Morgenstern am Institut für Statistik der Universität Freiburg an. Während dieser Anstellung, im Jahr 1968, promovierte Bock mit einer Arbeit zur Clusteranalyse. Sie trägt den Titel Statistische Modelle für die einfache und doppelte Klassifikation von normalverteilten Beobachtungen und war aus damaliger Sicht sehr weitsichtig, wenn man die heutige Bedeutung der Clusteranalyse und ihrer Ramifikationen (wie beispielsweise Data Mining und Unsupervised Classification) betrachtet.
Ab 1971 folgte Bock zusammen mit Morgenstern einem Ruf an die TU Hannover, wo er als akademischer Oberrat am Institut für Mathematische Stochastik tätig war. 1978 folgte er dem Ruf an die RWTH Aachen, wo ihm eine Professur für angewandte Statistik angeboten wurde, welche er bis zu seinem Ruhestand im Jahr 2005 innehatte. Darüber hinaus war er von 1999 bis 2005 Lehrstuhlinhaber am Institut für Statistik und Wirtschaftsmathematik in Aachen.
Neben seiner Anstellung an deutschen Universitäten hatte Bock auch  Engagements an ausländischen Hochschulen. So hielt er Konferenzreihen und Gastvorträge in Italien und Frankreich, verbrachte Forschungssemester in den USA, Kanada sowie Frankreich und arbeitete im Jahr 2000 an einem Forschungsprojekt in Japan mit, wo er ebenfalls mehrere Hochschulen besuchte.

### Engagement in wissenschaftlichen Vereinigungen und bei wissenschaftlichen Publikationen
Neben seiner fachlichen Expertise und Forschungsergebnissen, zeichnete sich  Bock auch durch internationale Vortragstätigkeit und organisatorisches Talent aus, welches ihm vor allem bei seinem Engagement in wissenschaftlichen Vereinigungen nützlich war.
So war er 1977 einer der Mitgründer der Gesellschaft für Klassifikation (GfKl). Zwei Jahre später gründete er innerhalb der Organisation die Arbeitsgruppe Datenanalyse und numerische Klassifikation (AG DANK), deren Leiter er bis 2001 war. Ebenfalls hatte er von 1986 bis 1995 das Amt des Präsidenten der GfKl inne. Für sein Engagement in der Gesellschaft wurde Bock 2007 zum Ehrenmitglied und Ehrenpräsident der GfKl ernannt.
Bei der International Federation of Classification Societies (IFCS) tritt Bock ebenfalls als Gründungsmitglied und von 1985 bis 1989 als erster Präsident der Vereinigung auf. Von der gleichen Organisation wurde Bock 2015 mit der Research Medal, einem Forschungspreis der IFCS, bedacht.
Bock ist Verfasser zahlreicher Publikationen zu den Themen Data Science, Klassifikation, Statistik, Clusteranalyse und ähnlichem. Weiterhin ist er Mitgründer und Herausgeber der wissenschaftlichen Reihe Studies in Classification, Data Analysis, and Knowledge Organization  und der Springerzeitschrift Advances in Data Analysis and Classification.

## Auszeichnungen und Ehrentitel
- Ehrenmitglied der Belarussian Statistical Association (August 2000)
- Ehrenmitglied und -präsident der GfKl (März 2008)
- Verleihung der Ehrendoktorwürde durch die Universität Krakau in Polen (Mai 2008)
- Verleihung der Research Medal der IFCS (Juli 2015)
- Verleihung der DAGStat-Medaille für besondere Verdienste um die Statistik in Deutschland durch die Deutsche Arbeitsgemeinschaft Statistik (März 2016)

Quelle: